# اس‌پی-۳۵۰ دنیس
اس‌پی-۳۵۰ دنیس (به انگلیسی: SP-350 Denise) یک زیردریایی است که طول آن ۲٫۷۵ متر (۹ فوت ۰ اینچ) می‌باشد. این زیردریایی در سال ۱۹۵۹ ساخته شد.